# ミカエル5世
ミカエル5世“カラファテス”（ギリシア語：Μιχαήλ Εʹ ὁ Καλαφάτης （Mikhaēl IV ho Kalaphatēs）、1015年 - 1042年8月24日）は、東ローマ帝国マケドニア王朝の皇帝（在位：1041年 - 1042年）。ミカエル4世の養子。“カラファテス”は「繋ぎ」「隙間の詰物」を意味する渾名で、その在位期間の短さに由来する。中世ギリシア語読みでは「ミハイル5世“カラファティス”」となる。

## 生涯
ミカエル4世の甥（従兄弟とも言われている）であったが、ミカエル4世に男児がいなかったため、養子として迎えられた。1041年、ミカエル4世が病死した後、宦官ヨハネス・オルファノトロフォス（ミカエル4世の弟）によって皇帝として擁立された。ヨハネスはミカエル5世を傀儡として操る腹づもりがあったらしいが、ミカエル5世は親政を行なうため、ヨハネスを逆に追放した。
さらに親政を行なうために邪魔な皇太后・ゾエをも追放しようと図ったが、マケドニア王朝の嫡子であるゾエは民衆に尊敬されていたため、これに反発した首都市民が逆にミカエル5世に反乱を起こして捕縛、廃位されたうえ、盲目にされて追放されてしまった。